# アーノルド&リヒターのカメラ製品一覧
アーノルド&リヒターのカメラ製品一覧は、ドイツの映画用機材メーカーであるアーノルド&リヒター社が製造してきたカメラ製品の一覧である。

## 16mmフィルムカメラ
- キナリ16（Kinarri16 、1928年） -サイレントカメラ
- アリフレックス16（Arriflex16 ） - サイレントカメラ
- アリフレックス16S（Arriflex16S ） - サイレントカメラ
- アリフレックス16ST（Arriflex16ST 、1952年） -サイレントカメラ。 レンズマウントはそれぞれ放射状21度に3本ターレット式にアリマウントを持つ。
- アリフレックス16M（Arriflex16M 、1962年） - サイレントカメラ
- アリフレックス16BL（Arriflex16BL 、1965年） - シンクロカメラ
- アリフレックス16SR（Arriflex16SR 、1975年） - シンクロカメラ。レンズマウントはニューアリマウント1本。
- アリフレックス16SR II（Arriflex16SR II ） - シンクロカメラ。レンズマウントはニューアリマウント1本。
- アリフレックス 416（Arriflex416 、2006年 - シンクロカメラ

＊そのままでは同時録音が出来ない、フィルム走行ノイズが出るものをサイレントカメラと言う。
カメラからノイズが出ないものは「ノイズレスカメラ」または「シンクロカメラ」（シンクロ＝同期　撮影と録音を同時に出来る意）と呼ぶ。

## 35mmフィルムカメラ
- キナリ35（Kinarri35 、1924年）
- アリフレックス35（Arriflex35 、1937年）
- アリフレックス35-2（Arriflex35-2 、1946年）
- アリテクノ35（Arritechno35 、1971年）
- アリフレックス35BL（Arriflex35BL 、1972年）
- アリフレックス35-3（Arriflex35-3 、1979年）
- アリフレックス 535（英語版）（Arriflex 535 、1990年）
- アリフレックス 435（英語版）（Arriflex 435 、1995年）
- アリカムST（Arricam ST 、2000年）
- アリカムLT（Arricam LT 、2000年）
- アリフレックス235（Arriflex235 、2004年）

## 65/70mmフィルムカメラ
- アリフレックス765（Arriflex765 、1989年）

## デジタルカメラ
- アリフレックスD-20（ArriflexD-20 、2005年）
- アリフレックスD-21（ArriflexD-21 、2008年）
- アレクサ（ALEXA、2010年）
- アミーラ（AMIRA、2014年）
- アレクサ65（ALEXA65、2014年）
- アレクサ ミニ（ALEXA Mini 2016年）
- アレクサSXT（ALEXA SXT 2017年）

### アレクサで撮影された劇場公開映画
洋画
- 三銃士/王妃の首飾りとダ・ヴィンチの飛行船（2011年 ポール・W・S・アンダーソン監督）
- レ・ミゼラブル（2012年 トム・フーパー監督）
- GODZILLA ゴジラ（2014年 ギャレス・エドワーズ監督）
- ウォークラフト（2016年 ダンカン・ジョーンズ監督）
- ミス・ペレグリンと奇妙なこどもたち（2017年 ティム・バートン監督）
- ゴースト・イン・ザ・シェル（2017年 ルパート・サンダース監督）
- 猿の惑星: 聖戦記（2017年 マット・リーヴス監督）
- ハン・ソロ/スター・ウォーズ・ストーリー2018年 ロン・ハワード監督）
- ジュラシック・ワールド/炎の王国（2018年 J・A・バヨナ監督）
- オーシャンズ8（2018年 ゲイリー・ロス監督）
- ジュマンジ/ネクスト・レベル(2019年 ジェイク・カスダン監督)

邦画
- 映画 妖怪人間ベム（日テレ×MOVIE 2012年 狩山俊輔監督）
- 桐島、部活やめるってよ（2012年 吉田大八監督）
- 図書館戦争（TBS PICTURES 2013年 佐藤信介監督）
- 真夏の方程式（フジテレビムービー 2013年 西谷弘監督）
- ガッチャマン GATCHAMAN（日テレ×MOVIE 日本テレビ開局60年記念作品 2013年 佐藤東弥監督）
- 陽だまりの彼女（2013年 三木孝浩監督）
- 土竜の唄 潜入捜査官REIJI（フジテレビムービー フジテレビ開局55周年記念作品 2014年 三池崇史監督）
- 魔女の宅急便（日テレ×MOVIE 2014年 清水崇監督）
- 銀の匙 Silver Spoon（TBS PICTURES 2014年 吉田恵輔監督）
- 万能鑑定士Q −モナ・リザの瞳-（TBS PICTURES 2014年 佐藤信介監督）
- 風に立つライオン（日テレ×MOVIE 2015年 三池崇史監督）
- 暗殺教室（フジテレビムービー 集英社創業90周年記念作品 2015年 羽住英一郎監督）
- 脳内ポイズンベリー（フジテレビムービー 2015年 佐藤祐市監督）
- ヒロイン失格（日テレ×MOVIE 集英社創業90周年記念作品 2015年 英勉監督）
- 図書館戦争 THE LAST MISSON（TBS PICTURES 2015年 佐藤信介監督）
- 俺物語!!（日テレ×MOVIE 集英社創業90周年記念作品 2015年 河合勇人監督）
- ちはやふる上の句・下の句（日テレ×MOVIE 2016年 小泉徳宏監督） - 全編の撮影にAMIRAを使用
- 暗殺教室 卒業篇（フジテレビムービー 集英社創業90周年記念作品 2016年 羽住英一郎監督）
- クリーピー（2016年 黒沢清監督）
- 秘密 THE TOP SECRET（2016年 大友啓史監督）
- 四月は君の嘘（フジテレビムービー 2016年 新城毅彦監督）
- 土竜の唄 香港狂想曲（フジテレビムービー 2016年 三池崇史監督）
- PとJK（日テレ×MOVIE 2017年 廣木隆一監督）
- 3月のライオン（2017年 大友啓史監督）
- ジョジョの奇妙な冒険 ダイヤモンドは砕けない 第1章（TBS PICTURES 2017年 三池崇史監督）
- ラストレシピ〜麒麟の舌の記憶〜（tv asahi movie 2017年 滝田洋二郎監督）
- DESTINY 鎌倉ものがたり（日テレ×MOVIE 日本テレビ開局65年記念作品 2017年 山崎貴監督） - 全編の撮影にALEXA Miniを使用
- 嘘を愛する女（2018年 中江和仁監督）
- ちはやふる -結び-（日テレ×MOVIE 日本テレビ開局65周年記念作品 2018年 小泉徳宏監督） - 全編の撮影にAMIRAを使用
- いぬやしき（フジテレビムービー フジテレビ開局60周年記念作品 2018年 佐藤信介監督）
- ラプラスの魔女（2018年 三池崇史監督）
- センセイ君主（東宝、2018年、月川翔監督）
- 累（フジテレビムービー フジテレビ開局60周年記念作品 2018年 佐藤祐市監督）
- ニセコイ（TBS PICTURES 週刊少年ジャンプ創刊50周年記念作品 2018年 河合勇人監督）
- マスカレード・ホテル（フジテレビムービー フジテレビ開局60周年記念作品 2019年 鈴木雅之監督）
- アルキメデスの大戦（日テレ×MOVIE 講談社創業110周年記念作品 2019年 山崎貴監督）
- 屍人荘の殺人(2019年 木村ひさし監督)
- ヲタクに恋は難しい(フジテレビムービー 2020年 福田雄一監督)
- 罪の声(TBS PICTURES 2020年 土井裕泰監督)

洋画インターネット配信
邦画インターネット配信

### 本機で撮影された映像作品
国内連続ドラマ
- 仮面ライダーオーズ/OOO（2010年・tv asahi） - タイトルバックなど一部にアレクサを使用
- 仮面ライダーウィザード（2012年・テレビ朝日） - 全編の撮影にアレクサを使用（レギュラーTVシリーズに用いるのは国内では恐らく初）
- 半沢直樹（2013年・TBS）（ナックイメージテクノロジー社プレスリリースより）
- 仮面ライダー鎧武（2013年・テレビ朝日） - 全編の撮影にアレクサを使用
- S -最後の警官-（2013年・TBS） - 全編の撮影にアレクサを使用
- 仮面ライダードライブ（2014年・テレビ朝日） - 全編の撮影にアレクサを使用
- 流星ワゴン（2015年・TBS） - 全編の撮影にアミーラを使用
- 逃げるは恥だが役に立つ（2016年・TBS） - タイトルバックなど一部にアレクサを使用
- カルテット（2017年・TBS） - 全編の撮影にAMIRAを使用
- フランケンシュタインの恋（2017年・日本テレビ） - タイトルバックなど一部にALEXA Miniを使用
- わたしに××しなさい!（2018年・MBS） - 全編の撮影にALEXAを使用
- シグナル 長期未解決事件捜査班（2018年・カンテレ） - 全編の撮影にALEXAを使用
- この世界の片隅に（2018年・TBS） - 全編の撮影にAMIRAを使用
- がんばれ!TEAM NACS（2021年・WOWOW） - 全編の撮影にALEXA 65を使用

国内単発ドラマ
- 味いちもんめ新春スペシャル（2011年・テレビ朝日） - 全編の撮影にアレクサを使用

海外テレビドラマ
国内インターネット配信
海外インターネット配信
ミュージックビデオ
その他